# Ehemaliges Allerheiligen-Hospital

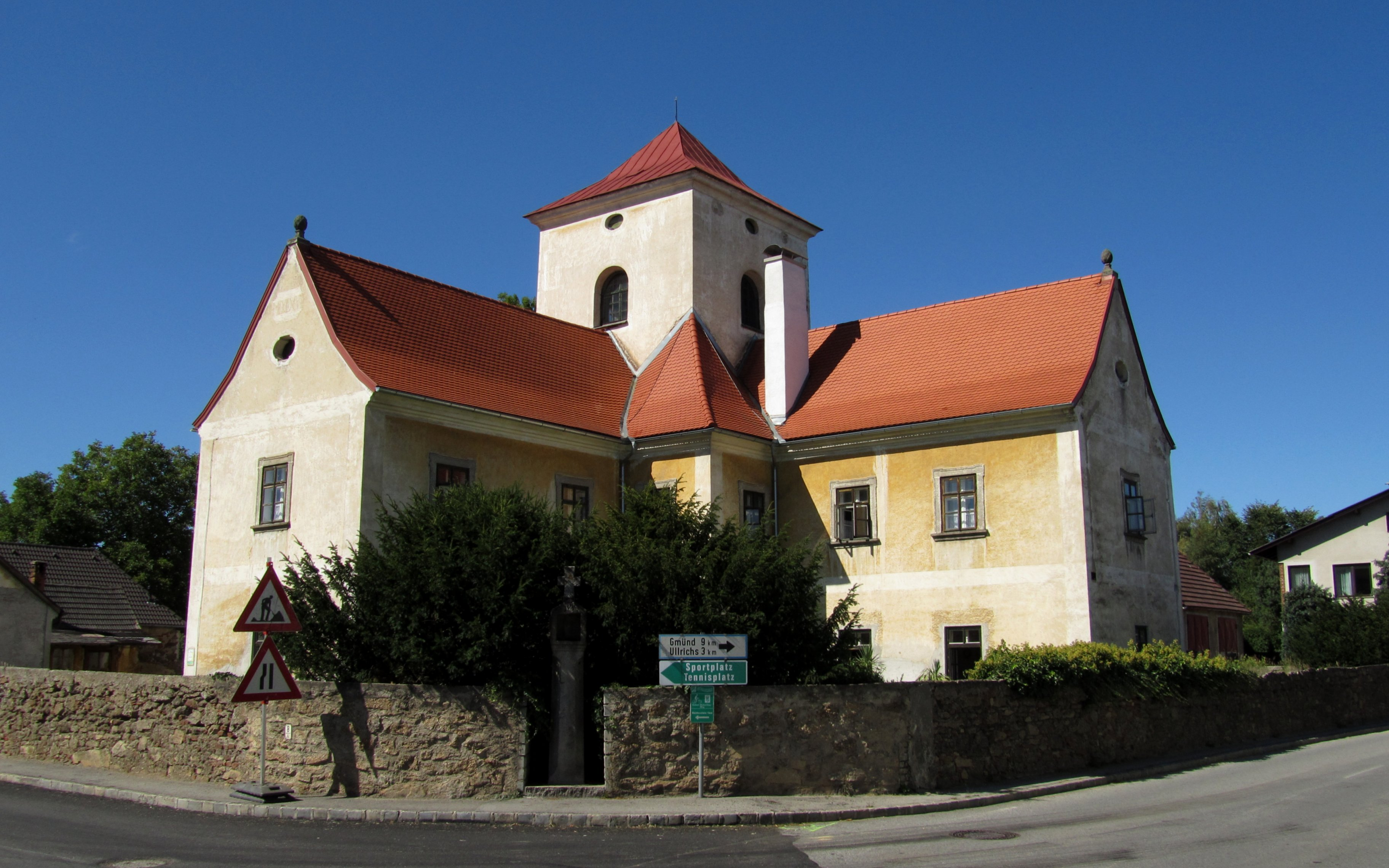
Ehemaliges Bürgerspital (2011)

Das Allerheiligen-Hospital war ein Bürgerspital westlich des Hauptplatzes der Marktgemeinde Kirchberg am Walde im Bezirk Gmünd in Niederösterreich. Das Gebäude ist erhalten und steht unter Denkmalschutz (Listeneintrag).

## Geschichte
Das Allerheiligen-Hospital wurde von 1715 bis 1719 als Stiftung des Grafen Johann Leopold Kuefstein der Herrschaft Kirchberg am Walde mit einer in das Gebäude eingebundenen Spitalskirche Allerheiligen als Pfrundhaus erbaut. Die Spitalskirche mit dem anfänglichen Patrozinium Allerheiligen wurde 1783 profaniert. 1838 wurde die Kirche auf Initiative von Herzog Blacas renoviert und 1845 auf Mariä Himmelfahrt neu geweiht. Von 1841 bis 1848 wurde das Gebäude als Redemptoristenkloster genutzt. Das Gebäude wird als Wohnhausanlage genutzt (1990).

## Architektur
Die idealtypische Anlage über dem Grundriss in der Form eines Griechischen Kreuzes hat mittig den dreigeschoßigen quadratischen Chorturm der eingebundenen Kirche. An den Turmchor schließt nördlich parallel das Langhaus an. Um den Turmchor verlaufen Verbindungsgänge und bilden ebenfalls die Form eines Quadrates. An dieses Quadrat schließen die Kreuzarme an, wobei der nördliche Kreuzarm vom Langhaus gebildet wird. Der Chorturm hat Rundbogenfenster und ein Pyramidendach. Die Fassade ist schlicht verputzt. Die Fenster haben Faschen aus Stein und sind beim Langhaus rundbogig. Das Langhaus hat ein Rechteckportal. Der Südgiebel zeigt die Jahresangabe 1717. In der Nordwestecke nach Norden hin wurde ein Treppenhaus mit einer spätgotischen Zwillingswendeltreppe eingesetzt und angebaut, die vermutlich anderenorts aus einer mittelalterlichen Schlossanlage abgetragen wurde.
Die Verbindungsgänge um den Chorturm haben im Erdgeschoß eine Stichkappentonne und haben im Obergeschoß eine Flachdecke.
Das zweijochige Langhaus hat ein Kreuzgratgewölbe und im südlichen Joch marmorierte Sakristei- und Eingangsportale. 1838 wurde ein nördlicher Bereich im östlichen Verbindungsgang abgetrennt und als Sakristei eingerichtet. Das Langhaus und der gleich breite Turmchor werden durch einen eingezogenen Triumphbogen verbunden. Der Turmchor hat ein Kreuzgratgewölbe über der ganzen Höhe. Im Obergeschoß östlich und westlich ragen in den Chorturm marmorierte Emporen mit vorschwingenden Brüstungen.

## Ausstattung

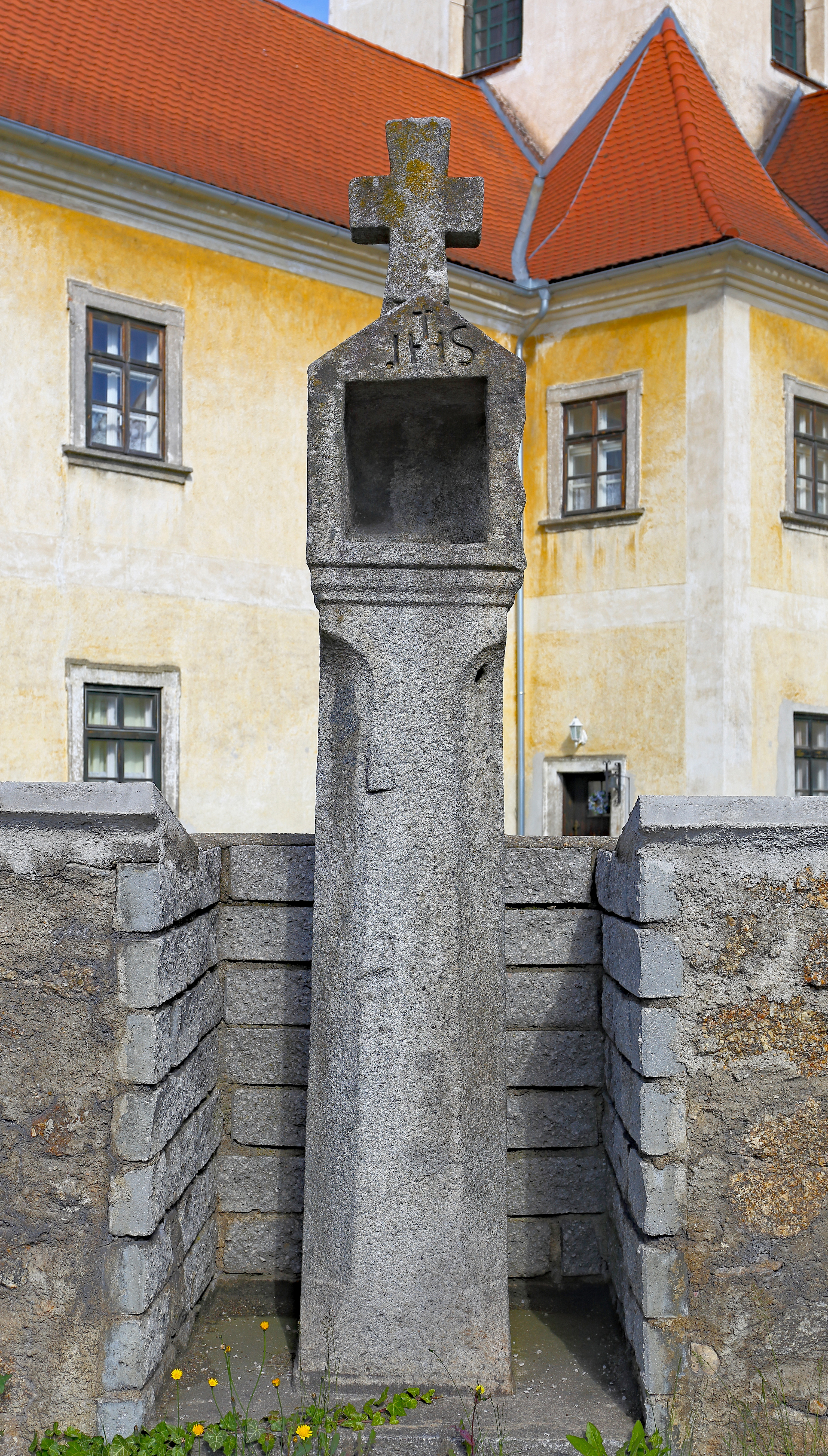
Lichtsäule beim Bürgerspital

Der Hochaltar von 1719 hat einen marmorierten Aufbau mit weißen Stuckplastiken. Seitlich sind zwei hl. Ordensfrauen dargestellt. Das Altarblatt zeigt die Himmelfahrt Mariens vom Maler August Bauer (1839). Der Auszug zeigt eine Engelsglorie mit den Heiligen Nikolaus und Felix von Cantalice.
Neben dem Gebäude an der Abzweigung der Straße von Kirchberg am Walde nach Weißenalbern steht eine sogenannte Lichtsäule (von deren Art es mehrere im Ort gibt). Diese Totenleuchte stammt aus der Zeit der Hussitenkriege. Der Pfeiler stand ursprünglich vor der Mauer des Bürgerspitals, wurde dann in den 1980er Jahren im Zuge einer Straßenverbreiterung in eine Mauernische versetzt.